# Campionati tedeschi di ski cross 2012
I Campionati tedeschi di ski cross 2012 si sono svolti a Obermaiselstein il 25 marzo. Il programma ha incluso sia la gara femminile che la gara maschile. 
Trattandosi di competizioni valide anche ai fini del punteggio FIS, vi hanno partecipato anche sciatori di altre federazioni, senza che questo consentisse loro di concorrere al titolo nazionale tedesco.

## Risultati

### Uomini
| Pos. | Atleta            | Nazione  |
| ---- | ----------------- | -------- |
| 1    | Florian Stengg    | Austria  |
| 2    | Thomas Harasser   | Austria  |
| 3    | Thomas Fischer    | Germania |
| 4    | Rupert Nagl       | Germania |
| 5    | Paul Eckert       | Germania |
| 6    | Johannes Rohrweck | Austria  |
| 7    | Simon Stickl      | Germania |

### Donne
| Pos. | Atleta             | Nazione  |
| ---- | ------------------ | -------- |
| 1    | Christina Manhard  | Germania |
| 2    | Julia Eichinger    | Germania |
| 3    | Anna Woerner       | Germania |
| 4    | Sabrina Weilharter | Germania |
| 5    | Verena Bogner      | Austria  |